# Thomas Vaux

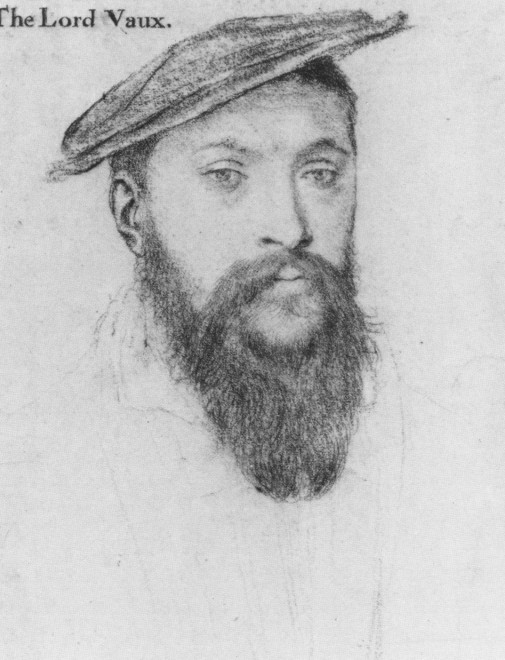
Lord Vaux

Thomas Vaux, 2e baron Vaux van Harrowdon (1510 - oktober 1556) was een  Engels dichter. Hij was de tweede zoon van Nicholas Vaux, de 1e baron van Harrowden. Hij erfde de titel op 13-jarige leeftijd.
Vaux bezocht de Universiteit van Cambridge.  Hij diende onder Hendrik VIII van Engeland als soldaat en hoveling en schreef een klein aantal gedichten. Twee daarvan verschenen in Tottel's Miscellany (1557), te weten "The assault of Cupid upon the fort where the lover's hart lay wounded, and how he was taken" en "Dittye ... representinge the Image of Deathe". Dit laatste werd op verwarde wijze gebruikt in de vijfde akte van William Shakespeares Hamlet.
13 gedichten werden gepubliceerd in een later verschenen bloemlezing,  The Paradyse of Daynty Devises (1576).
- Gemeinsame Normdatei: 1024472396
- International Standard Name Identifier: 0000 0000 6119 9149
- Library of Congress Control Number: no92003853
- MusicBrainz: 5de7abb4-92c6-4035-802f-ca1affc83a9f
- Nationale Bibliotheek van Israël: 987007457748405171
- Nederlandse Thesaurus van Auteursnamen: 164272003
- SNAC: w6vd868t
- Virtual International Authority File: 26630289
- WorldCat: E39PBJyGYTRbrPX6xpxfxPCPcP